# Décio Esteves
Décio Esteves da Silva ou simplesmente Esteves (Rio de Janeiro, 21 de maio de 1927 — Rio de Janeiro, 25 de dezembro de 2000), foi um futebolista brasileiro.

## Carreira
Foi meia-atacante do Bangu, de 1950 a 1961, sendo o quarto maior jogador que atuou com a camisa do clube, com 375 partidas, 196 vitórias, 85 empates e 94 derrotas. Jogou também no Campo Grande e no Olaria, onde encerrou a carreira em 1965.

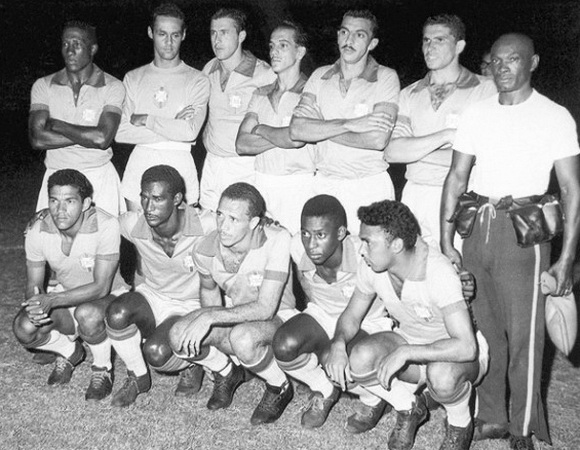
A Seleção Brasileira que disputou o Campeonato Sul-Americano de 1959.
Em pé: Djalma Santos, Gilmar, Bellini, Décio Esteves, Formiga, Coronel e o massagista Mário Américo.
Agachados: Garrincha, Didi, Paulo Valentim, Pelé e Chinesinho.

Chegou a ser convocado para a Seleção Brasileira entre 1959 e 1960, atuando em 3 jogos. Como treinador, passou pelo Carlos Renaux e voltaria ao Campo Grande em 1982, encerrando sua passagem no futebol vencendo a Taça de Prata naquele ano.

## Títulos
Bangu
- Torneio Quadrangular de Recife: 1961
- Torneio Triangular Internacional da Áustria: 1961
- International Soccer League: 1960
- Torneio Quadrangular Internacional da Costa Rica: 1959
- Torneio Triangular Internacional de Luxemburgo: 1958
- Torneio Quadrangular Internacional da Venezuela: 1958
- Torneio Triangular de Porto Alegre: 1957
- Torneio Quadrangular do Rio de Janeiro: 1957
- Torneio Triangular Internacional do Equador: 1957
- Torneio Início do Rio de Janeiro: 1955